# すずらん (液体放射性廃棄物処理施設)
すずらんは、ロシアの原子力潜水艦を解体する際に発生する放射性物質の廃棄処理をするために日本が供与した液体放射性廃棄物処理施設。浮体構造型の洋上施設である。

## 概要
ロシアの原子力潜水艦が退役・解体される際に発生した放射性廃棄物が日本海に投棄されていることから、日本海の海洋環境が汚染されることが危惧されていた。そのため、日露非核化協力委員会及びロシア原子力省の間で締結された取り決めによって『すずらん』の建設が決まった。
建設に当たっては原子力研究バックエンド推進センターが中心となった。1994年から2001年にかけて浮体構造型洋上建造物の低レベル液体放射性廃棄物処理施設として建設された。2007年にはロシア原子力庁から業務を引き継いだロシア国営企業のロスアトムがロシア側の窓口となり、2001年11月に『すずらん』が引き渡された。
設計段階での年間処理能力7,000立方メートル。ボリショイ・カーメニに係留されている。